# داون زيليتا
داون زيليتا هي مقدمة تلفزيونية وعارضة وممثلة فلبينية، ولدت في 4 مارس 1969 في مانيلا في الفلبين.

## وصلات خارجية
- داون زيليتا على موقع IMDb (الإنجليزية)
- داون زيليتا على موقع قاعدة بيانات الفيلم (الإنجليزية)